# Mauesia cornuta
Mauesia cornuta är en skalbaggsart som beskrevs av Lane 1956. Mauesia cornuta ingår i släktet Mauesia och familjen långhorningar. Inga underarter finns listade i Catalogue of Life.